# Túnez en los Juegos Olímpicos de Sídney 2000
Túnez estuvo representado en los Juegos Olímpicos de Sídney 2000 por un total de 47 deportistas, 40 hombres y 7 mujeres, que compitieron en 10 deportes.
El portador de la bandera en la ceremonia de apertura fue el luchador Omran Ayari. El equipo olímpico tunecino no obtuvo ninguna medalla en estos Juegos.